# Extinció massiva

Gràfic sobre l'extinció de gèneres marins. No representa el total de la biodiversitat, sinó una disminució a cada moment geològic

Una extinció massiva (o ELE, sigles de l'anglès extinction-level event, 'esdeveniment amb nivell d'extinció') és un període en el qual desapareixen un nombre molt gran d'espècies. S'estima que en períodes normals les espècies desapareixen a un ritme d'entre dues i cinc famílies biològiques d'invertebrats i vertebrats marins cada milió d'anys.
Es detecta que a la història de la vida ha ocorregut o ocorre una extinció massiva quan "geològicament desapareixen de sobte gèneres (o categories taxonòmiques superiors) abundants i de llarga duració de les compilacions a escala global d'ocurrències de fòssils de categories taxonòmiques que biomineralitzen". Uns científics proposaren que a més es considerara la raresa en massa de les espècies com un altre indicador d'estar en una situació d'extinció en massa.

## Principals extincions massives
Les extincions massives solen ocórrer majoritàriament als límits entre períodes geològics i durant canvis ecològics prolongats.
Des que la vida es va iniciar a la Terra han ocorregut cinc extincions massives:
1. Fa 444 milions d'anys — en la transició entre els períodes Ordovicià[6] i Silurià, es van produir les dues extincions massives de l'Ordovicià-Silurià. La seva causa probable va ser el període glacial. El primer esdeveniment va ocórrer quan els organismes marins van haver de canviar de manera dràstica en descendir el nivell del mar. El segon va produir-se entre 500.000 i un milió d'anys més tard, quan el nivell del mar va augmentar ràpidament.
2. Fa 360 milions d'anys — es va produir l'extinció massiva del Devonià,[6] durant la transició entre els períodes Devonià i Carbonífer, i en el qual van desaparèixer el 70% de les espècies. Aquest va ser un esdeveniment que probablement va durar uns tres milions d'anys.
3. Fa 251 milions d'anys — durant l'extinció massiva del Permià-Triàsic, es van extingir al voltant del 95% de les espècies marines.[7] Aquesta va ser la catàstrofe més gran que ha conegut la vida a la Terra. Va desaparèixer el 53% de les famílies biològiques marines, el 84% dels gèneres marins i aproximadament el 70% de les espècies terrestres, incloent-hi plantes, insectes i vertebrats.
4. Fa 200 milions d'anys — l'extinció massiva del Triàsic-Juràssic va eliminar un 20% de les famílies biològiques marines, els arcosaures no dinosaures, la majoria dels teràpsids i els darrers grans amfibis.
5. Fa 65 milions d'anys — va produir-se l'extinció massiva del Cretaci-Paleogen,[8] en què van desaparèixer a prop del 50% de totes les espècies, incloent-hi els dinosaures no aviaris.

Es creu que en el Precambrià tardà també en va ocórrer una. Les extincions massives més dràstiques són les del final del Mesozoic i del final del Paleozoic.
A aquestes cinc extincions cal afegir-hi que el 70% dels biòlegs, segons una enquesta del 1998 del Museu Americà d'Història Natural, creuen que actualment estem vivint l'extinció de l'Holocè. Sovint es considera l'inici d'aquesta extinció massiva la desaparició de gran part de la megafauna a finals de la darrera edat de gel i que duraria fins avui, en què la causa principal és l'ésser humà. Tot i això, hi ha científics que qüestionen que hi hagi prou dades per a considerar aquest període com a extinció massiva. Wilson estima que, amb l'actual ritme de destrucció humana de la biosfera, la meitat de les formes de vida s'extingiran en 100 anys. Altres científics consideren que aquestes estimacions són exagerades.

## Extincions per gravetat
Els esdeveniments d'extinció es poden seguir mitjançant diversos mètodes, inclosos els canvis geològics, l'impacte ecològic, les taxes d'extinció versus l'origen (especiació) i, més habitualment, la pèrdua de diversitat entre les unitats taxonòmiques. La majoria dels primers articles utilitzaven famílies com a unitat de taxonomia, basat en compendis de famílies d'animals marins de Sepkoski (1982, 1992). Els articles posteriors de Sepkoski i d'altres autors van canviar als gèneres, que són més precisos que les famílies i menys propensos al biaix taxonòmic o al mostreig incomplet en relació amb les espècies. Aquests són diversos articles importants que estimen la pèrdua o l'impacte ecològic de quinze esdeveniments d'extinció que es discuteixen habitualment. A la secció següent es descriuen els diferents mètodes utilitzats per aquests articles. Les extincions massives dels "Cinc grans" són en negreta.
| Nom de l'extinció                                       | Edat (Ma) | Sepkoski (1996) Gèneres d'intervals múltiples | Bambach (2006)       | McGhee et al. (2013) | McGhee et al. (2013)    | Stanley (2016) |
| Nom de l'extinció                                       | Edat (Ma) | Sepkoski (1996) Gèneres d'intervals múltiples | Bambach (2006)       | Pèrdua taxonòmica    | Classificació ecològica | Stanley (2016) |
| ------------------------------------------------------- | --------- | --------------------------------------------- | -------------------- | -------------------- | ----------------------- | -------------- |
| Ordovicià tardà (Ashgil·lià / Hirnantià)                | 445–444   | ~49%                                          | 57%[d] (40%, 31%)[e] | 52%                  | 7                       | 42–46%         |
| Esdeveniment de Lau (Ludfordià)                         | 424       | ~23%                                          | –                    | 9%                   | 9                       | –              |
| Esdeveniment de Kačák (Eifelià)                         | 388~      | ~24%[a]                                       | –                    | 32%                  | 9                       | –              |
| Esdeveniment taghanic (Givetià)                         | 384~      | ~30%[a]                                       | 28.5%                | 36%                  | 8                       | –              |
| Devonià tardà/esdeveniment Kelwasser (Frasnià)          | 372       | ~35%                                          | 34.7%                | 40%                  | 4                       | 16–20%         |
| Final del Devonià/Esdeveniment de Hangenberg (Famennià) | 359       | ~28%[a]                                       | 31%                  | 50%                  | 7                       | <13%[f]        |
| Serpukhovià                                             | 330–325~  | ~23%                                          | 31%                  | 39%                  | 6                       | 13–15%         |
| Capitanià                                               | 260       | ~47%[b]                                       | 48%                  | 25%                  | 5                       | 33–35%         |
| Permià-Triàsic (Changxingià)                            | 252       | ~58%                                          | 55.7%                | 83%                  | 1                       | 62%            |
| Triàsic-Juràssic (Retià)                                | 201       | ~37%[c]                                       | 47%[c]               | 73%                  | 3                       | N/A[g]         |
| Pliensbaquià-Toarcià                                    | 186–178   | ~14%                                          | 25%, 20%[e]          | –                    | –                       | –              |
| Juràssic tardà (Titonià)                                | 145       | ~18%                                          | 20%                  | –                    | –                       | –              |
| Cenomanià-Turonià                                       | 94        | ~15%                                          | 25%                  | –                    | –                       | –              |
| Cretaci-Paleogen (Maastrichtià)                         | 66        | ~39%                                          | 40–47%               | 40%                  | 2                       | 38–40%         |
| Eocè-Oligocè                                            | 34        | ~11%                                          | 15.6%                | –                    | –                       | –              |

a  Representat gràficament, però no discutit per Sepkoski (1996), considerat continu amb l'extinció massiva del Devonià tardà
b  Aleshores es considerava continu amb l'extinció massiva del final del Pèrmic
c  Inclou intervals de temps del Norià tardà
d  Pèrdua de diversitat dels dos polsos calculada conjuntament
e  Els polsos s'estenen sobre els intervals de temps adjacents, calculats per separat
f  Considerat ecològicament significatiu, però no analitzat directament
g  Exclòs per manca de consens sobre la cronologia del Triàsic tardà

## Causes
Aquestes extincions s'han atribuït generalment a catàstrofes que modifiquen la biosfera. Principalment a causes endògenes de la mateixa biosfera, a l'acció de grans volcans i a l'impacte d'asteroides, entre altres fenòmens. També hi ha la possibilitat que en compte d'una alta taxa d'extinció la causa possible siga una baixa taxa d'evolució.
Existeix la teoria que n'atribueix totes les grans extincions, o gairebé totes, a impactes meteorítics. S'ha establert de manera estadística que, aproximadament, cada 100 milions d'anys de mitjana, un asteroide quilomètric impacta contra la Terra. Si es té en compte que la vida pluricel·lular porta uns 600 milions d'anys, hi hauria d'haver hagut entre 5 i 6 grans extincions des de llavors. I aquestes són les que realment han ocorregut. Les altres possibles causes atribuïdes a grans glaciacions globals o a erupcions volcàniques massives es consideren com a efectes secundaris que un gran impacte podria produir, per la qual cosa, segons algunes hipòtesis, no serien més que sinergies d'aquesta mateixa catàstrofe còsmica.
La teoria de l'activitat volcànica com a alternativa, i no com a sinergia a l'impacte de meteorits, es fonamenta en que de les 175 estructures d'impacte trobades solament una compta com a evident causa d'una extinció massiva al Cretàcic tardà.
També es considera com a causa probable d'extincions menors, o fins i tot de les més massives, explosions de supernoves properes. De fet, existeix una altra teoria que diu que, aproximadament cada 25 milions d'anys, la Terra entra en la zona densa de la galàxia, en els braços espirals, i el planeta es veu sotmès a un major risc d'explosions violentes o a l'assot de vents estel·lars intensos. Així mateix, el núvol d'Oort té un major risc de veure's deformat i pertorbat pel pas d'estrelles properes, amb la consegüent tramesa de cometes i asteroides cap al sistema solar interior.

## Conseqüències
Les extincions massives han facilitat la proliferació d'altres espècies. Així, amb l'extinció dels dinosaures els mamífers herbívors van poder evolucionar en formes grans. Aquesta proliferació ocorre ràpidament (en un context geològic) fins a aconseguir l'ocupació de la vida anterior.

## Futura extinció massiva

Biodiversitat al Fanerozoic, com indicada pels fòssils.

Dos informes consideren que ens trobem de camí a una altra extinció massiva. Indiquen que les causes són el "canvi climàtic, la pol·lució i la desforestació" i l'indicador és el ritme de desaparició d'espècies de vertebrats. La taxa d'extinció (nombre d'extincions per milió d'espècies per any) ha augmentat entre 100 i 10.000 vegades respecte al registre fòssil dels últims 600 milions d'anys, incloent-hi les extincions massives anteriors. La taxa calculada el 2019 era d'un 0,45%, comparada a la taxa regular del registre fòssil d'un 0,1%.
El ritme de destrucció de la biodiversitat dels últims segles, provocada per activitat humana, són els encaminadors cap a aquest esdeveniment. Un article que es basa en distints articles acadèmics i no acadèmics apunta que la falta de canvi de direcció prové d'una alienació provocada per l'ús de les tecnologies de la informació que ens entreté i diverteix.